# Charles Anderson (ryttare)
Charles Howard Anderson, född 24 oktober 1914 i Kalifornien, död 27 mars 1993 i Frankfurt am Main, var en amerikansk ryttare.
Han blev olympisk mästare i fälttävlan vid sommarspelen 1948 i London.